# Laura Igaune
Laura Igaune (* 10. Februar 1988 in Stučka, Lettische SSR, UdSSR) ist eine lettische Leichtathletin, die sich auf den Hammerwurf spezialisiert hat und zu Beginn ihrer Karriere auch im Diskuswurf startete.

## Sportliche Laufbahn
Erste Erfahrungen bei internationalen Meisterschaften sammelte Laura Igaune im Jahr 2007, als sie bei den Junioreneuropameisterschaften in Hengelo mit einer Weite von 45,23 m in der Diskuswurfqualifikation ausschied. Sie zog daraufhin in die Vereinigten Staaten und nahm an keinen Meisterschaften mehr teil. Erst 2019 stellte sie in Mount Olive mit 73,56 m einen neuen lettischen Landesrekord auf und qualifizierte sich damit für die Weltmeisterschaften in Doha, bei denen sie mit 67,77 m den Finaleinzug verpasste. 2021 nahm sie an den Olympischen Spielen in Tokio teil, schied dort aber mit 68,53 m in der Vorrunde aus. 
In den Jahren 2006 und 2007 wurde Igaune lettische Meisterin im Diskuswurf sowie von 2008 bis 2010 im Hammerwurf.

## Persönliche Bestleistungen
- Diskuswurf: 51,17 m, 16. April 2011 in Knoxville
- Hammerwurf: 73,56 m, 11. Mai 2019 in Mount Olive (lettischer Rekord)